# Stemma dell'Inghilterra
Lo stemma dell'Inghilterra è lo stemma usato dai Re d'Inghilterra prima dell'unione con il Regno di Scozia. Fu anche stemma del Regno d'Inghilterra. L'insegna consta di tre leopardi d'oro, armati e lampassati d'azzurro, ordinati in palo e posti in campo rosso: 
(Blasonatura)
A seguito dell'Unione delle corone del 1603, lo stemma è stato incorporato nello stendardo reale britannico, e compare nel secondo quarto in Scozia, mentre in Inghilterra è usata una versione dove lo stemma reale dell'Inghilterra è presente nel primo e nel quarto quadrante.

## Origine

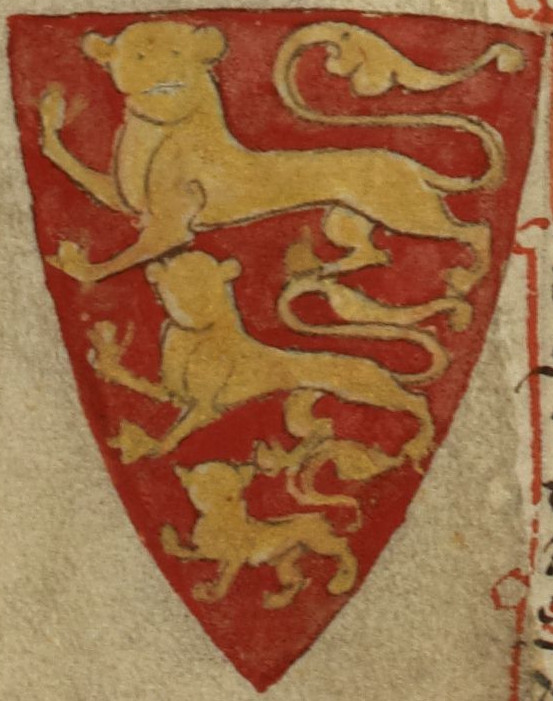
Arme d'Enrico III d'Inghilterra. Miniatura dall'Historia Anglorum.

Esistono differenti ipotesi sulla genesi dell'arme inglese, che la vorrebbero originata dallo Stemma della Normandia: quest'ultimo, infatti, è di rosso, a due leopardi d'oro, armati e lampassati d'azzurro. Secondo una di queste teorie l'insegna d'Inghilterra fu introdotta dal re della dinastia plantageneta Riccardo Cuor di Leone, negli anni 1190, come evoluzione dello stemma del Ducato di Normandia. Secondo un'altra teoria, in seguito della conquista normanna dell'Inghilterra, fu aggiunto un terzo leopardo ai due normanni per rappresentare il "regno anglo-normanno".
Secondo gli araldisti Marco Antonio Ginanni e Goffredo di Crollalanza, lo stemma dell'Inghilterra è il risultato dell'unione tra l'insegna normanna e quella di Guienna o Aquitania, che consta d'un unico leopardo d'oro in campo rosso.
(Marco Antonio Ginanni)
Entrando più nel dettaglio, il Crollalanza puntualizza che sarebbe stato Enrico II d'Inghilterra ad aggiungere il terzo leopardo al proprio stemma: egli, infatti, sposando Eleonora d'Aquitania, avrebbe sommato il leopardo presente nell'arme della consorte ai due leopardi dell'arme normanna.
(Goffredo di Crollalanza)

Stemma dell'Aquitania o Guyenna
Stemma della Normandia
Stemma dell'Inghilterra

Altri esperti asseriscono che, nell'araldica delle origini, il numero delle figure araldiche su uno stemma potesse non essere sempre fissato e che sia solo una ragione di disegno se lo stemma inglese abbia finito per avere tre leopardi.

## Unioni personali e scudi inquartato
Per gran parte del tardo medioevo lo scudo araldica era solitamente inquartato con lo scudo araldica del regno di Francia: tre gigli d'oro in campo azzurro. Riccardo II divise a metà lo scudo (partito). Una metà era lo stemma attribuito a Edoardo il Confessore, il santo reale anglosassone. Quando l'unione personale con la Spagna iniziò con le nozze di Maria I e Filippo II, lo scudo di Maria fu partito con le stemma della Spagna. Come duca di Milano, lo stemma di Filippo aveva talvolta uno scudetto con lo stemma di Milano (con un biscione inquartato con un'aquila del Sacro Romano Impero). Questi elementi furono tolti quando Elisabetta I divenne regina, e lo scudo tornò ad essere lo stemma inquartato. Quando Giacomo VI di Scozia divenne re d'Inghilterra e d'Irlanda (Giacomo I), lo stemma reale fu inquartato con lo stemma reale di Scozia e dell'Irlanda.

Edoardo III
Riccardo II
Enrico IV
Enrico VI
Maria I
Giacomo I

## Dopo le unioni politiche
Il regno inglese fu abolito da atti del parlamento di Scozia e del parlamento d'Inghilterra (Atti di Unione 1707). In seguito, lo stemma della regina Anna fu unito partito gli scudi d'Inghilterra e di Scozia, e lo scudo combinato fu inquartato con gli scudi di Francia e d'Irlanda. Il regno d'Irlanda fu abolito nel 1801 con atti del Parlamento d'Irlanda e del Parlamento della Gran Bretagna (Atti di Unione 1800). A quel tempo terminò il partito dello stemma reale inglese e scozzese, e lo stemme di Inghilterra, Scozia e Irlanda erano tutti inquartato ugualmente. In Inghilterra, lo stemma dell'Inghilterra occupa il primo e il terzo quarto, ma in Scozia occupa solo il secondo. Questa è la posizione dello stemma dell'Inghilterra sullo scudo araldica del Regno Unito. Il design è rimasto invariato dall'adesione di Vittoria.

Anna (1707–1714)
Vittoria

## Derivati
Lo stemma dell'Inghilterra ha molte varianti nelle isole britanniche e nei paesi del passato impero britannico. La bandiera di Jersey ha uno scudetto con lo stemma nel suo disegno.

Lo stemma reale è probabilmente lo stemma più conosciuto in Inghilterra. Il successivo più riconosciuto è lo stemma derivato della Federazione calcistica dell'Inghilterra. I giocatori della nazionale di calcio dell'Inghilterra utilizzarono lo stemma reale nel XIX secolo, ma presto iniziarono ad utilizzare una versione con i tre leoni in blu, su un campo d'argento seminato di dieci rose Tudor. Questo derivato è stato utilizzato da allora. Variazioni sullo stemma dell'Inghilterra sono comuni anche nelle insegne delle squadre nazionali di altri sport.

Oriel College, Oxford
Bandiera di Jersey
Stemma di Federazione calcistica dell'Inghilterra
Scudo araldica di Federazione calcistica dell'Inghilterra